# 5738 (année hébraïque)
5738 (hébreu : ה'תשל"ח, abbr. : תשל"ח) est une année hébraïque qui a commencé à la veille au soir du 13 septembre 1977 et s'est finie le 1er octobre 1978. Cette année a compté 384 jours. Ce fut une année embolismique dans le cycle métonique, avec deux mois de Adar - Adar I et Adar II. Ce fut la cinquième année depuis la dernière année de chemitta.
En l'an 5738, l'État d'Israël a fêté ses 30 ans d'indépendance.

## Calendrier
Ce calendrier hébraïque de l'année 5738 donne les correspondances avec les dates du calendrier grégorien.
Le premier nombre dans chaque case correspond au jour du mois hébraïque. Les jours en couleurs sont des jours remarquables juifs ou israéliens.
| ◄◄ | 5738 | ►► |

## Événements

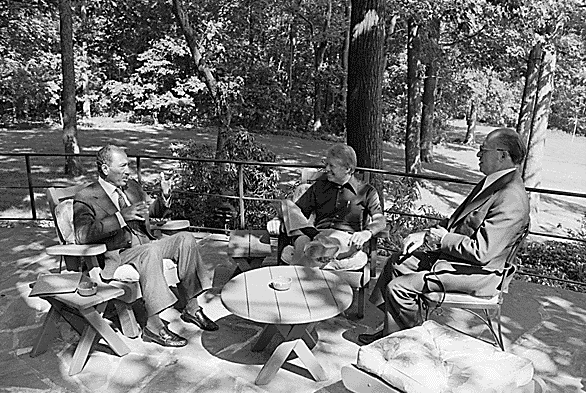
Menahem Begin, Jimmy Carter et Anouar el-Sadate signent les accords de Camp David

- Un communiqué américano-soviétique appelle à la tenue de la conférence de Genève, au retrait des forces israéliennes des territoires occupés en 1967, au respect des droits légitime des Palestiniens. Carter doit reconnaître un droit de veto à Israël sur la participation des Palestiniens à la conférence.
- Anouar el-Sadate déclare devant l’assemblée nationale Égyptienne qu’il est prêt à se rendre en Israël pour négocier la paix.
- Visite historique de Anouar el-Sadate en Israël, à Jérusalem, il prononce un discours à la Knesset. Il y réaffirme son désir de paix et le droit des Palestiniens. Cette visite reconnaît de facto l’État d’Israël, ce qui entraîne l’hostilité des autres pays arabes.
- Au sommet arabe de Tripoli, le front du refus palestinien et l’Irak s’opposent à la Syrie et à l’OLP qui souhaitent un règlement négocié avec Israël. Les participants gèlent leurs relations avec l’Égypte, qui obtient le soutien de Jimmy Carter.
- Israël fait connaître ses propositions : évacuation du Sinaï, maintient des colons sous la protection de l’ONU et d’Israël, report de toute discussion sur les territoires occupés.
- À la suite de l’action d’un commando palestinien qui a fait 37 victimes israéliennes, l’État hébreu lance l’opération Litani et occupe le Liban au sud du fleuve. 250 000 libanais doivent se réfugier au-delà du Litani. L’opération est condamnée par le Conseil de sécurité qui crée la Force intérimaire des Nations unies au Liban (FINUL) composée de 4000 casques bleus et déployée dans le Liban Sud (résolutions 425 et 426). En juin, l’armée israélienne se retire mais conserve une bande d’occupation d’environ 10 km le long de la frontière contrôlée par la milice chrétienne de Saad Haddad, l’armée du Liban Sud.
- Jimmy Carter convoque Sadate et Begin pour un sommet à Camp David.
- Accords de Camp David (États-Unis) entre l'Égypte et Israël (septembre 1978 puis février 1979). Il réaffirment que la résolution 242 reste le cadre de référence des négociations. En échange de l’établissement de relations normales entre l’Égypte et Israël, Begin s’engage à rendre par étape toute la péninsule du Sinaï occupé en 1973 et à y démanteler ses implantations de colons. L’Égypte ne peut y effectuer qu’un déploiement militaire limité. Pour la Cisjordanie et Gaza, les parties appellent à la conclusion d’accords transitoires d’un période de cinq ans. L’État hébreu promet de geler l’installation de colonies de peuplement en Cisjordanie pendant les négociations de paix, sans préjuger de la souveraineté future de la région. Israël accepte l’instauration d’une « autorité autonome » arabe élue dans les territoires occupés. La Jordanie sera associée à ce processus. Trois ans après l’établissement de l’autorité autonome, le statut définitif des territoires sera discuté entre Israël, l’Égypte, la Jordanie et les représentants élus de Cisjordanie et de Gaza. L’Égypte reconnaît officiellement Israël, qui obtient la liberté de navigation dans le canal de Suez. Il n’y a pas de formulation précise des droits des Palestiniens. Des ambiguïtés demeurent concernant le lien entre le traité de paix séparé israélo-égyptien à venir et l’établissement de l’autonomie palestinienne dans la bande de Gaza et en Cisjordanie.
- L’OLP condamne la « reddition » de Sadate et son passage du côté des intérêts américano-israéliens.

## Naissances
- Dudu Aouate
- Sarit Hadad

## Décès
- Charlie Chaplin
- William Steinberg

5733 - 5734 - 5735 - 5736 - 5737 - 5738 - 5739 - 5740 - 5741 - 5742 - 5743